# 喜悦广场
喜悦广场（Praça da Alegria）是里斯本的一个广场，位于圣若瑟堂区（São José），其中央部分为阿尔弗雷多·凯尔花园（Jardim Alfredo Keil）。
在花园的西侧是葡萄牙音乐家，画家，诗人，作曲家阿尔弗雷多·凯尔的半身像。
交汇于此的道路有自由大道、索尔兹伯里巷（Travessa do Salitre）、喜悦街（Rua da Alegria）和达孔塞桑达凯莱街（Rua da Conceição da Glória）。

## 历史
在1755年里斯本大地震以前，这里是一个偏远的农场，毗邻耶稣会，对应于今天的植物园，延伸到老鼠广场（Largo do Rato）。在19世纪此处辟为城市公园。
在1755年地震后，喜悦广场地区曾举办跳蚤市场喜悦市集，一直持续到1835年，才迁往国家烈士广场（Campo Mártires da Pátria）。